# Eyes Wide Shut (singolo)
Eyes Wide Shut è un brano musicale della boy band britannica JLS, estratto come terzo singolo dal secondo album del gruppo Outta This World. Il brano figura il featuring del rapper Tinie Tempah. Prima ancora della sua pubblicazione fisica, il singolo è entrato nella classifica dei singoli più venduti nel Regno Unito sulla base dei soli download. Il video musicale del brano è stato reso disponibile il 23 dicembre 2010 sul canale VEVO del gruppo.

## Tracce
- CD single[3]

1. Eyes Wide Shut (featuring Tinie Tempah)
2. Broken Strings

## Classifiche
| Classifica  | Posizione più alta |
| ----------- | ------------------ |
| Irlanda     | 14                 |
| Regno Unito | 8                  |